# Material records
material records is een Oostenrijks platenlabel, dat jazz, muziek en werk van singer-songwriters uitbrengt. Het werd in 2000 opgericht door de gitarist Christian Muthspiel om zijn eigen platen op uit te brengen, maar ook het werk van jonge, veelbelovende musici. Het label is gevestigd in Wenen.
Naast werk van Muthspiel is op het label muziek uitgebracht van Christian Muthspiel, Max Frankl, Lisette Spinnler, Jean-Paul Brodbeck en Joris Roelofs.